# 今福之戰
今福之戰是大坂冬之陣其中一場戰役。佐竹軍在今福很快取得壓倒性的優勢，不過豐臣軍立即派出木村重成及後藤基次支援。最終因為鴫野的上杉景勝、堀尾忠晴及榊原康勝進行支援，豐臣軍全軍退回大坂城。